# Niobrara (Nebraska)
Niobrara je selo u američkoj saveznoj državi Nebraska. Prema popisu stanovništva iz 2010. u njemu je živjelo 370 stanovnika.